# Losacino
Losacino település Spanyolországban,  Zamora tartományban. Losacino Olmillos de Castro és Carbajales de Alba községekkel határos. Lakosainak száma 187 fő (2024).

## Népesség
A település népessége az utóbbi években az alábbiak szerint változott:
| Lakosok száma | 334  | 306  | 277  | 271  | 249  | 244  | 224  | 215  | 203  | 187  |
|               | 2001 | 2004 | 2007 | 2009 | 2012 | 2014 | 2017 | 2019 | 2022 | 2024 |